# Ghoddauda Pipra
Ghoddauda Pipra – gaun wikas samiti w środkowej części Nepalu w strefie Narajani w dystrykcie Parsa. Według nepalskiego spisu powszechnego z 2001 roku liczył on 450 gospodarstw domowych i 2699 mieszkańców (1297 kobiet i 1402 mężczyzn).